# 小普請組頭
小普請組頭（こぶしんくみがしら）は、江戸幕府の役職の1つ。小普請を統括した小普請組支配の配下で、小普請組の各組に設置されて、小普請を統率した。
役高200俵。役料は200俵で、のちに300俵。持高300俵以下の場合は、手当扶持として20人扶持を支給された。焼火間席で御目見以上、布衣以下（『天保年間諸役大概順』）。御目見以下の者や老年・幼少の者たちを監督し、小普請金の納入を管理した。
延享3年（1746年）6月に設置。設置当初は16人で1組に2人ずついたが、寛政3年（1791年）12月に1組に1人となった。持高300俵以下の組頭に手当扶持がつくようになったのは翌4年（1792年）2月のことだった（『吏徴』）。
登城は少ないが、御用が多く取り扱う事柄が多い役職で、「聊の事は支配の耳にいれず内々にて取扱、済事あり」とされた（『明良帯録』）。
毎月10日と晦日（末日）は、小普請組支配が配下の小普請組の御家人からさまざまな訴えや希望を聞く「逢対日」と定められていた。この日には、組頭がその者たちの要望や特技、生活の様子などを問いただし、書類にして支配に提出した。御役に就きたい者は組頭を通して要望を伝えるのだが、その際の組頭の威張り方はたいそうなものだったという。
小普請の者が隠居や家督相続をしたいという願いが提出された時は、小普請世話役とともにその者の屋敷に出向き、聞き取りや書類への押印を確認し、上司の小普請支配に書類を提出した。